# Tibor Sekelj
Tibor Sekelj (po mađarskom načinu pisanja ponekad zvan Székely Tibor) rođen je 14. veljače 1912. u Spišskoj Soboti u Austro-Ugarskoj; umro je 20. rujna 1988. u Subotici, Vojvodina, Jugoslavija) bio je mađarskog podrijetla. Bio je "građaninom svijeta", no od putovnica imao je samo onu bivše Jugoslavije. Bio je novinar, istraživač, pisac i pravnik. Organizirao je ekspedicije po Južnoj Americi, Aziji i Africi. Za razliku od ostalih svjetskih putnika i istraživača, smisao i cilj njegovih istraživanja nisu bili materijalni aspekti svijeta, već je htio otkriti i razumjeti bit ljudske duše. Područja njegova djelovanja brojna su i vrlo uspješna.
Uz mađarski, govorio je srpski, koji je naučio u Kikindi, hrvatski koji je naučio na studiju u Zagrebu, zatim njemački, španjolski, engleski, francuski i esperanto. Sekelj je učio oko 25 jezika i jednom prilikom je rekao da ih uspješno govori devet. 
Godine 1986. izabran je za člana Esperantske akademije i počasnog člana Svjetskog saveza esperantista. Godine 2011. Europski esperantski savez proglasio je 2012. godinu Godinom Tibora Sekelja, povodom 100-godišnjice njegova rođenja.

## Biografija
Mladost 1912. – 1939.
Otac Tibora Sekelja bio je veterinar i obitelj se selila vrlo često. Nekoliko mjeseci poslije Tiborovog rođenja obitelj se preselila u Čenej, u današnjoj Rumunjskoj gdje je Tibor proveo deset prvih godina svoga života. Kućni jezik bio mu je mađarski, a na ulici se govorio dijalekt njemačkog. Tibor je imao dvije sestre i brata Antonija koji je surađivao u nekoliko Tiborovih djela. Godine 1922. obitelj se preselila u Kikindu (Srbija, tada Jugoslavija), gdje je Tibor počeo učiti srpski; učio je francuski, a čak je svojim prijateljima davao instrukcije, učeći nekoliko lekcija unaprijed. Francuski je učio kod učiteljice francuskog jezika. Približno svake četiri godine povećavao je svoje znanje za jedan novi strani jezik. U Kikindi je završio osnovnu školu, a onda se obitelj preselila 1926. u Nikšić (Crna Gora, tada Jugoslavija), gdje je maturirao na gimnaziji. Već u srednjoj školi zavolio je planinarenje i pješačeći prošao cijelu Crnu Goru. Godine 1929. upisao je studij prava na Sveučilištu u Zagrebu, a diplomirao je 1933. kao jedan od tri najmlađa studenta. Tih godina učio je i slikarstvo, kiparstvo, esperanto, filmsku režiju i novinarstvo. Novinarstvo je bilo njegova prva profesija. Godine 1937. zaposlio se u Zagrebu kao filmski dramaturg.

## Svjetski putnik
Od 1939.g. do kraja života Sekelj bio je neumoran putnik. Čak iako se stalno vraćao u domovinu, sklonost istraživanju novih zemalja i upoznavanju drugih ljudi pokretala ga je da ponovno krene na put.

## Južna Amerika 1939. – 1954.
Živeći u Zagrebu žudio je za širim horizontima, pa je 1939.g.  brodom dospio u Argentinu, kako bi izvijestio o jugoslavenskim emigrantima, kao reporter novina Hrvatski dnevnik iz Zagreba. Sekelj je otputovao brodom „Teresom“, tada u vlasništvo kompanije Cosulich iz Trsta od Rijeke (tada Fiume u Italiji), do Buenos Airesa s pristajanjima u Napulju i Genovi (u Italiji), Santosu (u Brazilu), Montevideu (u Urugvaju). Turističku vizu Sekelj je dobio u argentinskom konzulatu u Zagrebu 8. srpnja i u Buenos Aires dospio 19. kolovoza 1939. Čini se da je predvidio početak rata, a kako nije htio postati vojnik, požurio se kao novinar u daleku zemlju. Istinski je želio izbjeći rat, ne zato što je bio strašljiv (njegova hrabrost bila je mnogo puta dokazana), već vjerojatno jer je bio mađarski Židov, a kao esperantist nije mogao mrziti nikoga i niti se zagrijati se za bilo čiju ideologiju i ratni cilj.
Poslije dvije godine dovoljno je savladao španjolski jezik da je mogao surađivati u novinama i sam izdavati mjesečnu reviju namijenjenu putovanjima i istraživanjima. Zbog različitih okolnosti među kojima je bio i Drugi svjetski rat, ostao je u Argentini 15 godina kao novinar i istraživač.

## 1939. – 1945.: Argentina, Aconcagua
Godine 1944, iako bez velikog iskustva u alpinizmu, sudjelovao je u ekspediciji na Akonkagvu, najviši vrh Južne Amerike (6962 m), pod vodstvom poznatog švicarsko-njemačkog alpinista Georga Linka. S Austrijancem Zechnerom i Talijanom Bertoneom uspio se popeti na vrh 13.veljače 1944. Tijekom ekspedicije dogodila se drama: četiri od šest mladih koji su sudjelovali poginulo je u snježnoj oluji. Njihova tijela pronašla je 11 mjeseci kasnije druga ekspedicija u kojoj je Sekelj također sudjelovao, u pratnji argentinske vojske. Poslije te druge ekspedicije Sekelj je dodao novo poglavlje drugom izdanju već poznatog djela „Oluja nad Akonkagvom“ (Tempestad sobre el Aconcagua) 1944., u kojoj je opisao taj događaj. Argentinska vlada odlikovala ga je „Zlatnim kondorom“ za zasluge u ekspediciji, ali nije prihvatio argentinsko državljanstvo koje mu je osobno ponudio predsjednik Perón.

## 1946. – 1947: Mato Grosso
Zbog uspjeha njegove prve knjige izdavač ga je potaknuo da napiše drugu knjigu, a da bi imao temu, izdavač je financirao s dvije tisuće dolara, ekspediciju u nedovoljno poznati predjel u brazilskoj prašumi, u Mato Grosso. Ekspediciji se pridružila Argentinka ruskog podrijetla Meri Reznik (1914. – 1996.), kojom se oženio godinu dana kasnije. Tiboru i Meri se u Buenos Airesu 1949. rodio sin Diego Reinaldo Sekelj koji sada živi u New Yorku pod imenom Daniel Bernstein, po imenu drugog supruga Meri Reznik. Tibor i Meri razveli su se nakon pet godina braka. 
Sekelj je proveo skoro godinu dana u predjelu rijeka Aragvaje i Rijeke Smrti (Rio das Mortes) koju je s tridesetoro ljudi prvi prešao i ušao u područje agresivnih Šavanta. Svi članovi ekspedicije su se vratili živi. Tamo se susreo s plemenima Karaža i Žavae. Skupio je mnogo korisnih zemljopisnih podataka o tom području.
Njegova druga knjiga „Kroz zemlju Indijanaca“ (Por tierra de Indios, 1946) u kojoj opisuje te događaje, postigla je veliki uspjeh. Doživjela je puno izdanja i prevedena je na mnoge jezike.
U ljetu 1946. prokrstario je Patagoniju s tri sudruga: Zechner, Meri i dr. Rosa Scolnik. U sljedećim godinama pohađao je sveučilište u Buenos Airesu, slušajući predavanja o antropologiji, etnologiji i arheologiji. Nije mu bio cilj diplomirati, nego steći znanje potrebno za njegove buduće ekspedicije.

## 1948. – 1949.:Bolivija, Xivaro
U 1948. nova ekspedicija s planiranim ciljem susresti se s plemenom Jívaro (što se nije ostvarilo) dovela ga je u Boliviju, gdje ga se upoznao s predsjednikom Enriqueom Hertzogom. Hertzog mu je predložio istražiti još neistraženi predjel rijeke Iteneza koji se proteže do Brazila. Na tom putu naišli su na pleme Tupari, koji su pet godina prije toga bili ljudožderi. S njima je živio četiri mjeseca.
Vrativši se u travnju 1949., Sekelj je od predsjednika Hertzoga dobio prijedlog da preuzme područje 100 000 hektara (od planiranih 4 milijuna hektara) za naseljavanje milijun izbjeglica iz Europe. Sekelj nije htio čekati šest mjeseci da parlament odobri predsjednikov prijedlog, pa je odbio tu ponudu. Poslije je žalio što nije iskoristio priliku stvoriti područje gdje bi esperanto bio zajednički jezik stanovništva.

## 1949—1951.: Venezuela
Došavši u Britaniju na Svjetski kongres esperanta u ljetu 1949., poslije šestomjesečnog boravka u Europi Sekelj se vraća u Južnu Ameriku, u Venezuelu, gdje je godinu i pol dana vodio prodavaonicu glazbala u gradu Maracaibu. Pisao je puno i objavljivao u novinama. U Karakasu je u novootvorenoj kavani napravio niz murala o životu u Venezueli. Rastavio se od Meri nakon pet godina zajedničkog života. Od tada živi nomadskim životom i istraživački putuje po srednjoameričkim zemljama.

## 1951. – 1954.: Srednja Amerika
Između njegovih posjeta Srednjoj Americi spominje posjet otocima San Blas (kod Paname), gdje žive Indijanci Kuna. Zbog erupcije, pokušaj penjanja na vulkan Izalko u Salvadoru nije mu uspio. U Hondurasu je otkrio ostatke antičkog grada o kojem su kružile legende,  a nitko ga nije vidio, a koji su gradili Indijanci na nižem stupnju civilizacije.
Usporedo s istraživanjima, Sekelj se bavio antropologijom i arheologijom. U Gvatemali i Hondurasu proučavao je civilizaciju Maja i posjetio je gotovo sva njihova nalazišta.
Po njegovom dolasku Meksiko 1953. alpinistički klubovi su ga pozvali sudjelovati u njihovim ekspedicijama jer su ga smatrali stručnjakom za alpinizam zbog njegove knjige Oluja nad Aconcaguom.  Knjiga se prodavala kao priručnik o alpinizmu. Tako se s njima popeo na Popocatepetl, Iztaccihuatl (Ixtaccihuatl) i na mnogo drugih vulkana i planina, tada već kao iskusan planinar.
Zanimljivo istraživanje obavio je prolazeći kroz podzemni tok rijeke San Jeronimo koja se probija 14 km ispod planine.

## Više svjetskih putovanja poEuropi1954. – 1988.
Godine 1954, po povratku u Jugoslaviju, nastanio se u Beogradu. Toplo su ga prihvatili zbog njegovih zanimljivih doživljaja i humanih poruka. Njegovi brojni novinski članci i knjige tada su bili prevedeni na hrvatski, srpski, slovenski, mađarski, albanski i na esperanto.

## 1956-1957: Indija, Kina, Nepal
Godine 1957. kreće automobilom na put u Aziju radi sudjelovanja u radu Konferencije UNESCO-a u New Delhiju kao promatrač Svjetskog esperantskog saveza. Svoj neispravni auto ostavio je u Teheranu i nastavio put autobusom i vlakom. Tijekom putovanja imao je razgovor s predsjednikom vlade Nehruom i njegovom kćeri Indirom Gandhi te se sprijateljio s doktorom Radhakrishnanom (kasnije predsjednikom). U jugoslavenskom veleposlanstvu susreo se s Ljubomirom Vukotićem koji je u to vrijeme bio predsjednik Svjetskog saveza gluhih i sudjelovao na konferenciji s indijskim i kineskim predstavnikom u namjeri da uspostave ured za gluhe u Aziji. Sekelj je prevođenjem pomagao Vukotiću u toj teškoj komunikacijskoj situaciji različitih jezika među osobama bez sluha. Tokom siječnja 1957. pratio je Vukotića u Kinu, kamo tada nisu odlazili turisti. Slijedi šestomjesečni boravak u Nepalu, drugoj zemlji koja do tada nije primala posjetitelje. Nepalski kralj Mahendra pozvao ga je da mu zahvali za osnivanje prvog narodnog sveučilišta u toj zemlji i za podučavanje esperanta. To je tema njegove knjige Nepal otvara vrata iz 1959. koja je izvorno napisana na esperantu za vrijeme njegova boravka u Madrasu u južnoj Indiji, kada je dijelio svoje vrijeme između pisanja knjige i proučavanja filozofije joge. Ta knjiga je prevedena na mnoge jezike, između ostalih i na engleski, španjolski, srpski i slovenski. 
Po završetku knjige pošao je na put Indijom pješačeći ili putujući autobusom od sela do sela, od hrama do hrama. Mjesec dana je ostao u špilji s još tri jogija.

## 1958-1960: Vinoba Bhave, Japan, Šri Lanka
Poslije šestomjesečnog boravka u Europi ponovo je letio u Indiju da podučava Esperanto uglednog Indijca Vinobe-a Bhave. On je ovladao esperantom za mjesec dana. Sekelj je mnogo putovao Indijom, punih pet mjeseci. U ožujku 1960. leti u Japan. Došao je bez novca i ostao četiri mjeseca predavajući u trideset gradova po cijelom Japanu i gostujući u domovima esperantista. Predavanjima i novinskim člancima zaradio je dovoljno da kupi avionsku kartu za Šri Lanku. Odande je otišao u Izrael i vratio se u Jugoslaviju.

## 1961. – 1963. Maroko „Karavana prijateljstva“ u Africi
Godine 1961. na poziv marokanskih esperantista posjetio je Maroko i pridružio se karavani Tuarega u Sahari. Između dva putovanja ostao je u Beogradu.
U ožujku 1962.g. Karavana prijateljstva sastavljena od osam ljudi iz četiri zemlje otputovala je u Afriku dvama terenskim automobilima. Putovanje je trajalo godinu dana i obuhvatilo je Egipat, Sudan, Etiopiju, Somaliju, Keniju i Tanzaniju. Druga planirana karavana u druge afričke zemlje nije ostvarena. Cilj putovanja bili su direktni kontakti među ljudima. Za to vrijeme Sekelj se popeo na Kilimandžaro, najviši vrh Afrike. To putovanje tema je djela „Ĝambo rafiki“. Naslov označava riječ pozdrava na afričkom jeziku Suahiliju „Dobar dan, prijatelju“. Iako napisano na esperantu, prvo izvorno izdanje knjige bilo je u slovenskom prijevodu.

## 1965. – 1966. Rusija, Japan, Mongolija, Europa
1965.g. na putu prema Svjetskom kongresu koji se održavao u Tokiju, putovao je avionom preko Rusije (Moskva, te Irkutsk i Habarovsk u Sibiru), vlakom do Nahodke, brodom je dospio u Jokohamu. Ostao je mjesec dana u Japanu i krenuo natrag vlakom preko Sibira, ali tada se neplanirano odlučio zaustaviti u Mongoliji na tri mjeseca. U to vrijeme to nije bilo lako, čak ni s vizom i dopuštenjima.
Sljedećih godina ciljevi njegovih putovanja bili su europske zemlje, koje je skoro sve posjetio osim Albanije i Islanda. Posebnu pažnju dobile su Španjolska i Skandinavija.

## 1970.g. Australija, Novi Zeland, Nova Gvineja
1970.g. jugoslavenske TV-postaje uputile su ga u Australiju, Novi Zeland i Novu Gvineju gdje je ostao šest mjeseci.
Tamo se popeo na planinu Kosciuszko. Na Novoj Gvineji sastao se s plemenima koja su do tada imala vrlo malo kontakata s civiliziranim svijetom i doživio nekoliko napetih situacija. Sekeljev talent bila je, bez sumnje, njegova sposobnost da se spasi iz mnogih opasnih situacija (ponekad je pomogla samo sreća). Prilagođavao se vrlo različitim običajima i navikama (naročito prehrambenim običajima). Mogao je komunicirati s ljudima na različitim jezicima. Činjenica da je bio sposoban naučiti više od dvadeset jezika posebno mu je pomogla.

## 1972. – 1980. Sjeverna Amerika, Rusija, Uzbekistan, Nigerija, Ekvador
1972.g. prigodom međunarodnog kongresa etnologa u Čikagu posjetio je istočne dijelove Kanade i SAD. 1977.g. prigodom kongresa etnologa u Lenjingradu otputovao je u Uzbekistan i središnju Aziju. Iste godine sudjelovao je na festivalu Crnačkih i Afričkih kultura u Lagosu (Nigerija).
1978.g. ponovno je posjetio nekoliko zemalja Južne Amerike radi reportaža za jugoslavenske TV-postaje, a jedanput je bio u Ekvadoru te posjetio Galapagos.
Taj neumorni putnik koji je putovao cijeli život pojasnio je da je svojim radom uspijevao ostvariti sredstva za svoja putovanja jer je sam ispunjavao zadatke sedmorice ljudi: pisac članaka, filmski redatelj, snimatelj, filmski pomoćnik, fotograf, kupac i pošiljatelj etnografskih predmeta. Te zadatke uobičajeno su radili posebni stručnjaci. Sekelj je za vrijeme svojih putovanja sam radio sve te zadatke. Osim toga, da bi dobio karte uz popust dogovorio je reklamiranje zrakoplovne kompanije u Australiji.

## Rad za esperanto
Sekelj je odvojio velik dio svoje energije za populariziranje međunarodnog jezika esperanta. Bio je član Svjetskog esperantskog saveza od 1946. više od 30 godina. Nekoliko godina nije bio član zbog sukoba s Ivom Lapennom oko rada Instituta za službeno priznavanje esperanta.
Nastojao je sudjelovati na mnogim svjetskim kongresima kao predstavnik Međunarodnog saveza etnografskih muzeja. Sudjelovao je na mnogo međunarodnih konferencija gdje je često bio jedini koji je dobro razumio sva izlaganja na više od deset jezika bez prevoditelja.
Godine 1983. utemeljio je Udruženje esperantskih književnika čiji je bio prvi predsjednik. Godine 1986.  izabran je za člana esperantske akademije. Iskoristio je svaku priliku da zastupa esperanto, pisao je Međunarodnom savezu pisaca, udruženju PEN i UNESCO-u. Godine 1985. ostvario je Rezoluciju o esperantu koju je prihvatila Generalna konferencija UNESCO-a održana u Sofiji.

## 1972. – 1988.: Direktor muzeja u Subotici
Godine 1972. postao je direktor gradskog muzeja u Subotici (Srbija, Vojvodina) i profesionalno ga vodio četiri godine. Već u kasnoj životnoj dobi, 1970-ih godina, počeo je postdiplomski studij muzeologije na zagrebačkom Sveučilištu, gdje je doktorirao 1976. Nakon toga je napustio službu. Sudjelovao je na svjetskom kongresu etnografa u Chicagu u Americi i svjetskom kongresu muzeologa u Kopenhagenu, gdje je izabran za tajnika Međunarodnog udruženja muzeologa.
Erzsébet Sekelj, bibliotekarku rođenu 1958. Tibor je upoznao godine1985. Iste godine ona je postala esperantistica. Tibor i Erzsébet živjeli su zajedno tri godine te se vjenčali 1987. u Osijeku. Zajedno su posjetili tri svjetska kongresa. Erzsébet je radila u uredništvu esperantskog časopisa Velo. Zajedno su planirali izradu esperantsko-srpskog rječnika, ali ga nisu uspjeli dovršiti.
Od početka 1972. živi u Subotici sve do svoje smrti u rujnu 1988. godine. Pokopan je 23. rujna na Bajskom groblju u Subotici s najvećim počastima toga grada. Na njegovom grobu na brončanom reljefu može se pročitati sljedeći natpis na esperantu: 
Tibor Sekelj – verkisto, mondvojaĝanto.